# چارلز تامسون (هنرمند)
چارلز تامسون (به انگلیسی: Charles Thomson) (زاده ۶ فوریه ۱۹۵۳)، یک هنرمند بریتانیایی است که در زمینه‌های نقاشی، عکاسی و شعر فعالیت دارد. او در اواخر دههٔ ۱۹۷۰ و اوایل دههٔ ۱۹۸۰ یکی از اعضای گروه شاعران مِدوی بود و سپس در سال ۱۹۹۹ به‌همراه بیلی چایلدیش جنبش هنری استاکیسم را بنیان گذاشت.

## نگارخانه

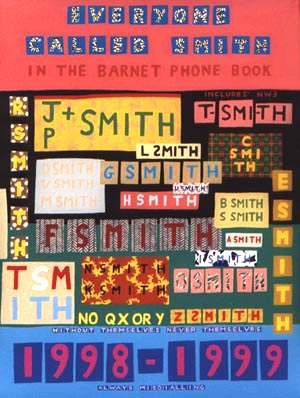
تمام کسانیکه در دفترچه تلفن برنت به اسمیت زنگ زدند (۱۹۹۸ - ۱۹۹۹)
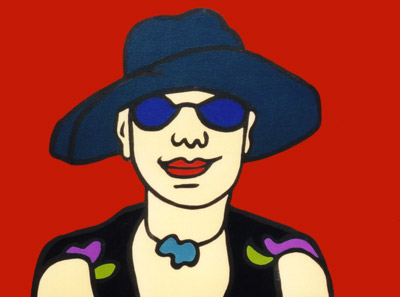
زن در نیویورک (ماه‌عسل استلا واین، ۲۰۰۱)
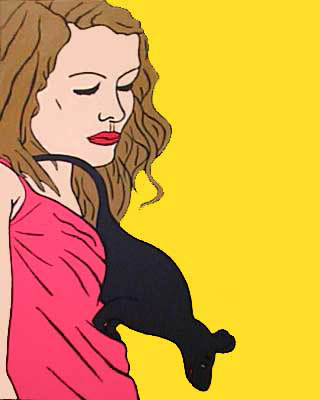
یک زن مجرد در لندن هیچگاه بیش از شش اینچ از نزدیکترین موش فاصله ندارد
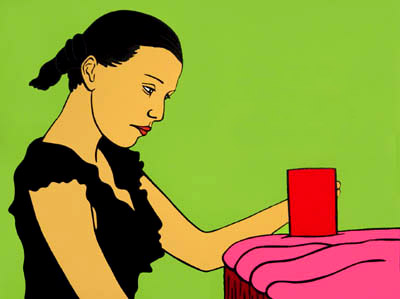
اکسانا
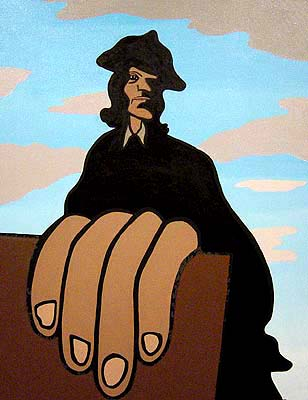
سالواتور روسا (براساس اثری از سالواتور روسا)
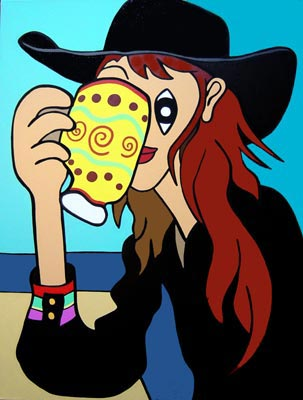
زن با کلاه سیاه و لیوان زرد
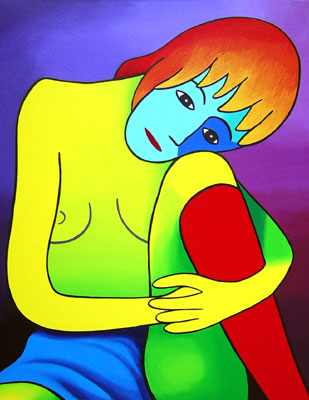
زن با صورت فیروزه‌ای
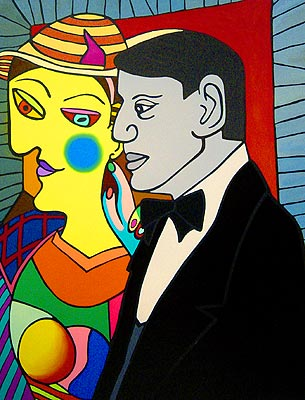
هنرمند و مدل
(براساس اثری از پیکاسو)